# How a Mosquito Operates
How a Mosquito Operates, conosciuto anche come The Mosquito Hungry, è un cortometraggio d'animazione del 1912 prodotto, animato e diretto da Winsor McCay.

## Trama
Una zanzara segue un uomo nella sua camera da letto e si appresta ad "operare" il malcapitato per procurarsi il proprio pasto. Diventa però avida e succhia sempre più sangue, facendo diventare il suo addome rotondo e stretto, fino a che non scoppia, lasciando l'uomo confuso.
Ai nostri giorni sopravvive solo una stampa incompleta della pellicola.

## Tecnica
Composto da 4000 disegni singoli per poco più di 5 minuti d'animazione, stordì il pubblico dell'epoca abituato ad un'animazione poco realistica, mentre in questo cortometraggio il movimento dei personaggi era eccezionalmente fluido e l'animazione era di alta qualità.
Altra particolarità del film è la fisica reale (l'arrivo in volo della zanzara e i suoi movimenti) e la trama "reale" del film, sembra quasi un documentario visto con gli occhi di un bambino nel mondo dei cartoni.

## Pubblicazione
- Stati Uniti d'America, gennaio 1912

Episodio del fumetto di Winsor McCay, Dream of the Rarebit Fiend del 5 giugno 1909, base d'ispirazione del cortometraggio

- Stati Uniti d'America,	20 ottobre 1916	 (Re-release)

Conosciuto anche come:
- A szúnyog működése - Ungheria
- The Hungry Mosquito - Regno Unito
- The Story of a Mosquito - in molti paesi

## Curiosità
- Il cortometraggio fu un enorme successo, ponendo le basi per l'opera d'animazione più famosa di McCay, Gertie il dinosauro, così come quello che è spesso considerato il primo '"film"(perché raccontava una storia reale e complessa, non per la durata della pellicola) d'animazione L'affondamento del Lusitania (The Sinking of the Lusitania)[1] del 1918.
- Il film fu anche d'ispirazione per un altro pioniere dell'animazione, Raoul Barré.